# Roger Ailes

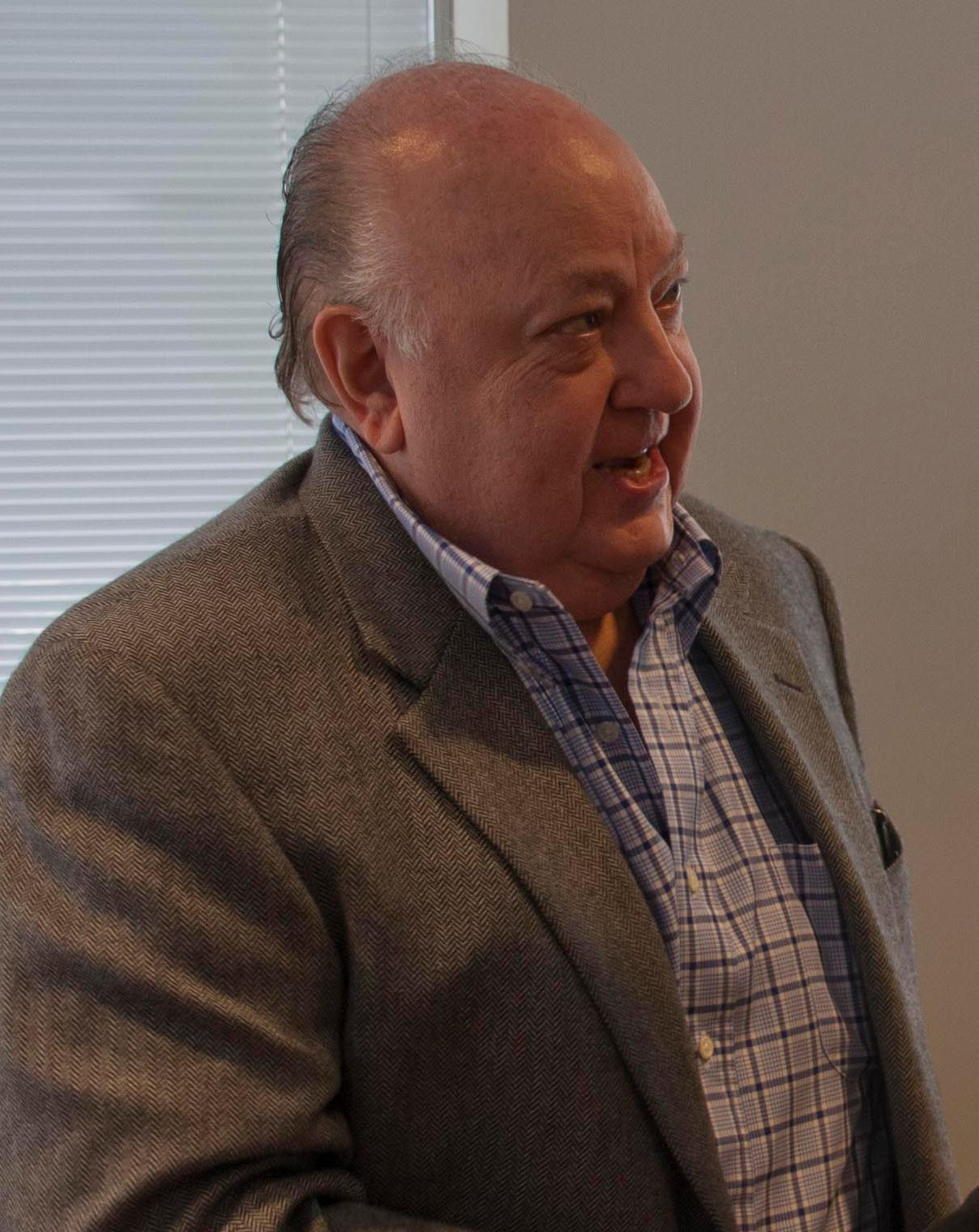
Roger Ailes (2013)

Roger Eugene Ailes (* 15. Mai 1940 in Warren, Ohio; † 18. Mai 2017 in Palm Beach, Florida) war ein US-amerikanischer Fernsehproduzent und 20 Jahre lang CEO des konservativen Fernsehsenders Fox News. Er war Medienberater der republikanischen Präsidenten Richard Nixon, Ronald Reagan und George H. W. Bush.

## Leben
Ailes wurde 1940 in Warren im US-Bundesstaat Ohio geboren. Er besuchte die Ohio University in Athens, die er 1962 mit einem Bachelor verließ. Zunächst war er bei einem regionalen Medienunternehmen beschäftigt, 1967 engagierte ihn das Wahlkampfteam von Richard Nixon für die Präsidentschaftswahl 1968 als Berater. In den Folgejahren war Ailes als Fernseh- und Musicalproduzent sowie Medienberater tätig.
1993 wurde er Präsident von CNBC. Er gilt als verantwortlich für die höheren Quoten und die größere Profitabilität, die der Sender in der Folge erreichte. 1996 konzipierte er für Rupert Murdoch den Sender Fox News, dessen CEO er wurde, und entwickelte ihn zum erfolgreichsten Nachrichtensender der USA.
Im Juli 2016 wurden Vorwürfe sexueller Belästigung gegen Ailes bekannt. Jahrelang soll er die Moderatorin Gretchen Carlson sexuell belästigt haben. 2016 reichte sie, inzwischen entlassen, gegen Ailes Klage ein. Nachdem sich weitere Mitarbeiterinnen, darunter Megyn Kelly, den Vorwürfen angeschlossen hatten, legte Ailes am 21. Juli 2016 alle Funktionen bei Fox News nieder. Rupert Murdoch übernahm diese kommissarisch und zahlte Ailes eine Abfindung von 40 Millionen US-Dollar.
Am 8. August 2016 ließ die Moderatorin Andrea Tantaros über ihren Anwalt mitteilen, dass sie seit dem 12. August 2014 von Ailes mehrfach sexuell belästigt worden sei; ihre Verweigerungen gegenüber Ailes sowie formelle Beschwerden darüber bei hohen Stellen des Senders sollen zu Tantaros Versetzung von der Panel-Show The Five zur Talkshow Outnumbered sowie ihrer völligen Suspendierung geführt haben.
Roger Ailes, ein Bluter, stürzte am 10. Mai 2017 in seinem Haus, erlitt dabei eine Kopfverletzung und starb am 18. Mai 2017 im Alter von 77 Jahren.

## Rezeption
Ausschnitte aus Roger-Ailes-Interviews werden in der Dokumentation Outfoxed: Rupert Murdoch’s War on Journalism gezeigt. In der TV-Serie The Loudest Voice bei Showtime (2019) wird er von Russell Crowe dargestellt. Der Film Bombshell – Das Ende des Schweigens (2019) setzt sich mit den Vorwürfen der sexuellen Belästigung auseinander, die schließlich zu seiner Entlassung führten. Ailes wird hier von John Lithgow dargestellt.